# Десять долларов (Гонконг)
Десять гонконгских долларов ($10) — наибольшая по величине находящаяся в обращении монета Гонконга. Единственная биметаллическая монета Гонконга.

## История выпуска
Впервые выпущена в 1994 году на замену десяти долларовым банкнотам. Однако чеканка до 1997 года не была возобновлена.
В 2002 году вновь были выпущены банкноты данного номинала.
| Face Value | $10.00                                                       |
| ---------- | ------------------------------------------------------------ |
| 1993       | 25,00 в proof и 50,000 в uncirculated (для наборов)          |
| 1994       | Нет данных                                                   |
| 1995       | Нет данных                                                   |
| 1997       | ???                                                          |
|            | /// = не выпускались, ??? = Нет данных, — = только в наборах |